# 艾勒特兴
艾勒特兴是德国莱茵兰-普法尔茨州的一个市镇。总面积5.58平方公里，总人口605人，其中男性308人，女性297人（2011年12月31日），人口密度108人/平方公里。